# 독일금속노동자연맹

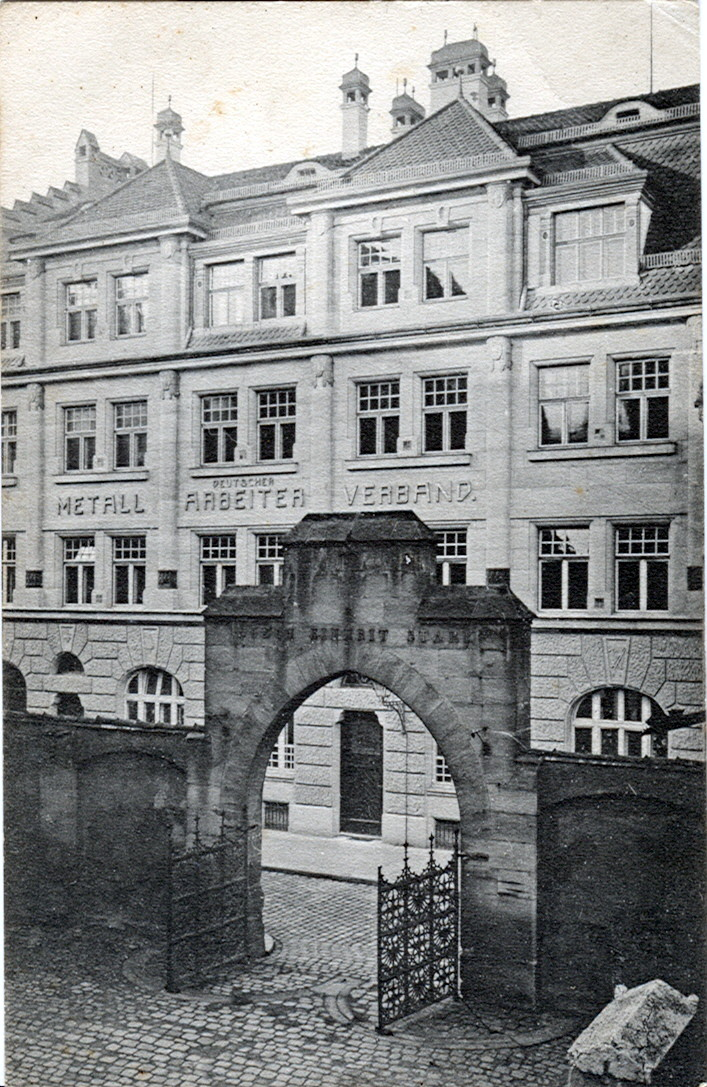
뉘른베르크의 DMV 회관.

독일금속노동자연맹(독일어: Deutscher Metallarbeiter-Verband; DMV)은 1891년 설립된 독일의 금속노동조합이다. 1933년 나치가 집권한 이후 해산되었다.
독일 금속노동자들은 1868년부터 노동조합 조직을 시작했다. 1891년 6월 1일부터 6일까지 5일에 걸쳐 프랑크푸르트에서 개최된 회의의 결과 여러 개별 노조들이 단일 산별노조를 결성하기로 하고 조합원은 총 23,200 명이 모였다. DMV는 독일 최초의 산별노조였다. 본부는 슈투트가르트에 두었고 조합회보로 《독일금속노동자신문》(Deutsche Metall-Arbeiter-Zeitung)을 발행했다. 설립 이후 조합원 수는 1896년 5만 명, 1901년 10만 명, 1913년 50만 명으로 차츰 증가했다. 하지만 중공업 기업주들은 DMV를 교섭대상으로 인정하지 않았기에 제1차 세계대전 시기까지 성장이 둔화되었다.
1차대전 당시 DMV는 독일의 다른 좌파들이 대개 그러했듯이 전쟁에 반대하지 않았고 협조했다. 이 노선을 성내평화정치라고 한다. 하지만 전세가 기울고 혁명적 상황이 조성되자 금속노동자들도 체제에 반기를 들기 시작했다. 1918년 11월, 제국 정부가 붕괴하고 혁명이 일어나자 DMV 간부 대부분은 전쟁을 지지했었던 책임을 지고 사퇴했다. 혁명이 정리되고 난 뒤 DMV는 사회주의 성향 노동조합 연맹인 일반독일노동조합동맹에 가맹했다. 기업주들에게 교섭대상으로 인정을 받으면서 1919년에는 조합원이 160만 명으로 절정에 달하여 단일 노조로서 세계 최대 규모를 일시적으로 달성하기도 했다. 하지만 젊은 노동자들에게 지지를 받지 못해 1928년에는 100만 명 정도로 조합원이 줄어들었다. 1920년대에는 독일 공산당(KPD)의 공산주의자들이 DMV에 상당한 영향을 끼쳤다.
1933년 나치가 정권을 잡으면서 DMV는 그해 5월 2일에 금지당했다. 간부들은 체포되어 강제수용소로 보내졌고 노조 소유 자산들은 압류되었다. 일부 지역조직은 어용노조인 독일노동전선(DAF)에 흡수되었다. DMV는 나치의 지배에 반대했으나 유의미한 저항을 할 수 있는 능력은 없었다.
제2차 세계대전 이후인 1949년 금속산업노동조합이 결성되어 DMV의 후신격이 되었다. DMV는 지금도 실질적으로 독일 사회민주당을 지지하고 있으며 일부 간부는 독일 좌파당을 지지하고 있다.